# Franco Narducci
Franco Narducci (* 2. Oktober 1947 in Santa Maria del Molise, Provinz Isernia) ist ein in der Schweiz lebender auslanditalienischer Gewerkschafter und Politiker.

## Leben
Nach Abschluss der Maturität an der Oberschule für Geometer begann Franco Narducci ein Wirtschafts- und Handelsstudium an der Universität Neapel. 1970 unterbrach er sein Studium und wanderte in die Schweiz aus. Dort arbeitete er zunächst im Bauwesen und war parallel dazu sozialpolitisch tätig, insbesondere in Migrantenorganisationen wie die katholische Arbeitnehmer-Bewegung ACLI.

## Sozialpolitische Karriere
Nach seiner Auswanderung in die Schweiz befasste sich Franco Narducci im sozialpolitischen Bereich mit Themen rund um die Erwerbstätigkeit, insbesondere im Bereich der Erwachsenen- und Weiterbildung. Im Rahmen der ACLI leitete er verschiedene berufliche Weiterbildungskurse. Hierzu absolvierte er eine pädagogische und methodologische Weiterbildung am Schweizerischen Institut für Berufspädagogik.
Von 1981 bis 1986 leitete er das Bildungszentrum der ACLI, die ENAIP, des Kantons Aargau und von 1985 bis 1996 dasjenige des Kantons Zürich. Gleichzeitig war er Direktor der nationalen ENAIP und setzte sich in dieser Funktion in Zusammenarbeit mit Schweizer Institutionen für die berufliche Integration italienischer Einwanderer in das Schweizer Berufsleben ein. Von 1996 bis 2006 war Franco Narducci in der Schweizer Gewerkschaft Syna tätig, zuletzt als Ausländerkoordinator und Vizepräsident.
Parallel dazu war er in verschiedenen auslanditalienischen Organisationen aktiv und war unter anderem seit 1998 Generalsekretär des Generalrates der Italiener im Ausland (Consiglio Generale degli Italiani all’Estero, CGIE) in Rom und seit 2004 Präsident der nationalen ACLI in der Schweiz.

## Politische Karriere
Die Änderung des italienischen Wahlrechts im Jahre 2002, mit der Auslandwahlkreise eingeführt und den Auslanditalienern eigene Parlamentssitze eingeräumt wurden, öffnete Franco Narducci die Möglichkeit, sich anlässlich der italienischen Parlamentswahlen von 2006 für ein Parlamentsmandat zu kandidieren. Bei diesen trat er für die Liste L’Unione an und erreichte den Einzug in die italienische Abgeordnetenkammer.
Bei den vorgezogenen Parlamentswahlen von 2008 wurde Franco Narducci als Vertreter des Partito Democratico wiedergewählt. Bei den Parlamentswahlen von 2013 trat Narducci erneut an, verpasste aber den Einzug ins Parlament.

## Privates
Franco Narducci ist verheiratet und Vater von zwei Kindern.